# Новостройка (Омск)

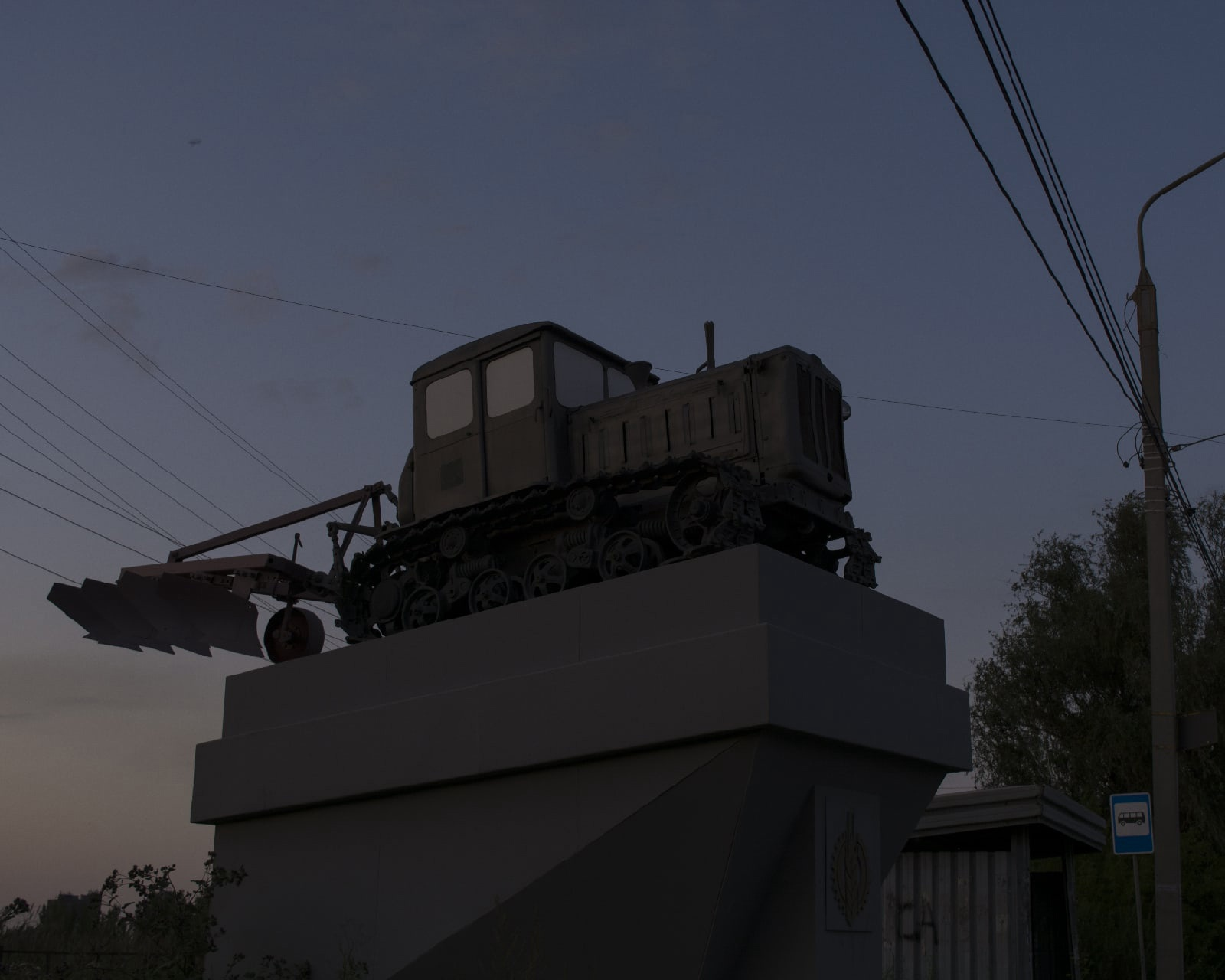
Монумент-трактор у ост. «Агропром» (ул. Семиреченская)

Новостройка — посёлок, входящий в состав города Омска, расположенный на юго-западе Кировского административного округа и не являющийся отдельным населëнным пунктом. Численность населения составляет примерно семь тысяч человек. С юга посёлок ограничен территорией предприятий «Склад № 36» (ранее — «ФГКУ комбинат «Иртыш» Росрезерва») и «Хлебная база № 35». С северной и западной сторон Новостройка окружена обилием садовых товариществ. Посёлок служит «устьем» улицы Семиреченской, последние адреса которой «вплетены» в черту Новостройки. На северо-востоке посёлка раскинулся частный сектор (улицы 2–4 Лузинские и 2–7 Москаленские).
Номинально к Новостройке относятся складские помещения и шиномонтаж близ посёлка Магистрального, а также Новокировское кладбище, соседствующее с Транссибирской железнодорожной магистралью и небольшим поселением близ остановочного пункта 2890 км. На крутом повороте близ кладбища и СНТ «Авангард» друг друга сменяют улицы Семиреченская и Молодёжная.
По адресу Новостройка, 40 располагается отделение Почты России. Индекс: 644016. 
Остановки общественного транспорта, находящиеся в черте и окрестностях посёлка, входят в рейсы автобуса № 17 и маршрутного такси № 344 (конечными остановками служат Кладбище и/или посёлок Магистральный).
По состоянию на июль 2023 года посёлок включает шесть двухэтажных (21, 22, 24, 25, 38 и 39), два трёхэтажных (11А и 40), один четырёхэтажный (41) и три пятиэтажных (7, 8 и 9) жилых дома; корпуса Школы № 50 (20Б) и Детского сада № 203 (20/1 и 20А); здания дислокации ряда предприятий (18 и 38А); Новокировское кладбище (47); склад (51) и шиномонтаж (51/1). Бо́льшая часть зданий введена в эксплуатацию в советское время. В прошлом рабочий посёлок Новостройка располагал значительно бо́льшим числом домов. В последние десятилетия здания барачного типа постепенно демонтируются. В конце 2010-х — начале 2020-х были выведены из эксплуатации, а также полностью или частично разрушены дома 12, 14, 20 и 23. В 2023 году здание заброшенной в конце 1990-х — начале 2000-х бани (5/1) стало претерпевать расчистку от мусора и реновации.
С 19 февраля 2022 года в социальной сети ВКонтакте имеет место неформальное сообщество «Великая Новостройка»; на 20 июля 2023 года в нëм насчитывается 561 подписчик. С 24 сентября 2023 года группа неактивна. Неофициальным днëм посёлка администраторы назначили 20 июля. Дата произвольна и никак не связана с какими-либо знаменательными событиями.
16 августа 2023 года омское СМИ NGS55 в рамках рубрики «Ну и дыра!» опубликовало статью, посвящëнную Новостройке.